# 巴登哈德
巴登哈德是德国莱茵兰-普法尔茨州的一个市镇。总面积3.00平方公里，总人口129人，其中男性65人，女性64人（2011年12月31日），人口密度43人/平方公里。